# Team Secret
Team Secret es un equipo de esports con sede en Europa, formado en 2014, conocido principalmente por su equipo de Dota 2.
En marzo de 2016, Team Secret incorporó un equipo internacional femenino de Counter-Strike: Global Offensive. En abril de 2016, Team Secret se expandió al mundo de Street Fighter con Lee "Poongko" Chung-Gon como su primer World Warrior, y también contrató a Otto "Silent Wolf" Bisno como jugador de Super Smash Bros. Melee. En julio de 2018, Team Secret entró en la competencia de Age of Empires 2 tras adquirir miembros clave de Team TyRanT.  
En agosto de 2018, Team Secret se expandió a la Pro League de Rainbow Six Siege al contratar al Team IDK.

### Historia

#### 2014
N0tail y Fly fueron confirmados para dejar Fnatic el 27 de julio de 2014. El 3 de agosto de 2014, s4 dejó Alliance. Algunos rumores sobre un nuevo equipo all-star comenzaron a surgir en Reddit.
Na`Vi publicó en su sitio web que liberaron a Puppey y KuroKy. El 27 de agosto de 2014, Team Secret debutó y mostró su plantilla en un partido contra Alliance.

#### 2015
Después de un sólido segundo lugar en la Star-Ladder Series 10, el equipo anunció en su Twitter y en el sitio del DAC la salida de Fly y BigDaddy, con zai y Arteezy ocupando su lugar como suplentes.
Team Secret obtuvo el tercer lugar en el Dota 2 Asia Championships y decidió mantener su plantilla, logrando ganar 5 torneos principales.
Team Secret fue ampliamente considerado como favorito para ganar The International 2015, pero tras un decepcionante séptimo-octavo lugar, el equipo anunció que habría algunos cambios en la plantilla. A pesar del éxito general del equipo durante el año, se reveló que los miembros Arteezy y KuroKy habían tenido conflictos entre sí y ambos jugadores dejaron el equipo. Arteezy regresó a su equipo anterior Evil Geniuses y KuroKy formó lo que pronto sería la nueva iteración de Team Liquid. El 15 de agosto, el equipo anunció que Zai se tomaría un año libre para terminar sus estudios. Como resultado, s4 también decidió dejar el equipo y regresar a su equipo anterior Alliance.
Para el Frankfurt Major, se anunció la nueva plantilla del equipo, que consistía en EternalEnVy, w33, Misery, Puppey y pieliedie.

#### 2016
Durante el Shanghai Major, Team Secret avanzó por el cuadro superior derrotando a los anteriores ganadores del Frankfurt Major, OG, por 2–1 en una serie al mejor de tres en la primera ronda del cuadro superior; luego enfrentaron a Evil Geniuses en la segunda ronda del cuadro superior y ganaron 2–1. Team Secret se enfrentó después a Team Liquid en la final del cuadro superior en una serie al mejor de tres, ganando 2–0 y avanzando a la Gran Final del Major.
El 6 de marzo, Team Secret jugó contra los recientes ganadores del cuadro inferior, Team Liquid, en la Gran Final en una serie al mejor de cinco por 1,1 millones de dólares estadounidenses. Team Secret ganó el encuentro con un marcador de 3–1.
El 22 de marzo, Team Secret anunció que Artour "Arteezy" Babaev y Saahil "Universe" Arora reemplazarían a w33 y MiSeRy.
El 6 de junio, tras quedar en último lugar en el Manila Major, Team Secret anunció que Kanishka "BuLba" Sosale reemplazaría a Saahil "UNiVeRsE" Arora.
El 27 de agosto, el equipo anunció una plantilla completamente nueva, con los jugadores asiáticos Pyo "MP" No-a, Yeik "MidOne" Nai Zheng y Lee "Forev" Sang-don, además del dúo de soporte europeo ya establecido Johan "pieliedie" Åström y Clement "Puppey" Ivanov.
El 6 de noviembre se anunció la salida de Forev. Su reemplazo para la temporada sería el offlaner alemán Maurice "KheZu" Gutmann.

#### 2017
Tras no lograr victorias en torneos importantes hasta mayo de 2017, siendo eliminados en la primera ronda del Kiev Major por los sorpresivos SG-esports, Team Secret reemplazó a pieliedie con Yazied "YapzOr" Jaradat, moviendo a Puppey a la posición 5. Aunque sus resultados mejoraron algo, la temporada siguió siendo floja, por lo que Team Secret no recibió invitación directa a The International 2017. Tras clasificar por los clasificatorios europeos, Team Secret fue eliminado de The International 2017 por el eventual campeón Team Liquid en una reñida serie 2–1, terminando en el puesto 9-12. Durante la reorganización de la plantilla, KheZu y MP fueron reemplazados por Marcus "Ace" Hoelgaard y Adrian "FATA-" Trinks en septiembre de 2017. Con la nueva plantilla y la nueva temporada del Dota Pro Circuit 2017-2018, ganaron DreamLeague Season 8.

#### 2018
Aunque el equipo logró varias victorias en torneos menores, no ganó ningún torneo importante en 2018, quedando en el 5º-6º lugar en The International 2018. Con la nueva temporada del Dota Pro Circuit 2018-2019, el equipo realizó otra reorganización de plantilla, con la salida de Ace y Fata, siendo reemplazados por Michał "Nisha" Jankowski y Ludwig "zai" Wåhlberg.

#### 2019–presente
En el KL Major, Team Secret fue considerado uno de los favoritos. Tras liderar fácilmente su grupo, el equipo avanzó por el Upper Bracket, perdiendo solo un partido contra Virtus.pro en las finales del Upper Bracket. Desafortunadamente para Secret, VP se vengó en las Finales del Gran Torneo en una serie de cinco juegos muy reñida, donde Secret logró una ventaja de 2–1 pero no pudo asegurar la victoria final para llevarse el campeonato del Major.
Con la reorganización, el equipo logró un par de victorias en torneos importantes, destacando The Chongqing Major y el MDL Disneyland Paris Major. Team Secret acumuló 14,400 puntos en el ranking de la temporada profesional de Dota 2 de Valve, ocupando el primer lugar, con Puppey siendo votado como el MVP del MDL. Jugaron 8 partidas en el último día del MDL Disneyland Paris Major, avanzando por el Upper Bracket y ganando la final de manera espectacular. Zai fue un factor clave creando espacio con su Mars para Nisha y MidOne. Nisha tuvo la mayor cantidad de últimos golpes a los 35 minutos del torneo. Team Secret ganó la final de manera convincente con un resultado de 3–1 sobre Team Liquid.
En noviembre de 2024, Team Secret compitió en la fase de grupos de la 1win Series Dota 2 Fall.